# Индоманка
Индоманка, в верхнем течении Большая Индоманка, — река в Вологодской области России. Протекает по территории Вытегорского и Вашкинского районов.
Впадает в реку Кема, принадлежит бассейну Волги. Длина реки — 99 км, площадь водосборного бассейна — 1670 км².

## Притоки

Бассейн Рыбинского водохранилища и Белого озера

(указано расстояние от устья)
- 2,8 км: река Унжа
- 23 км: ручей Роман
- 40 км: река Вынокса
- 67 км: река Чёрная
- 73 км: река Катица
- 87 км: река Вотцара
- 95 км: река Малая Индоманка